# Лаудери
Ла́удери (латыш. Lauderi) — населённый пункт в Лудзенском крае Латвии. Административный центр Лаудерской волости. Расстояние до города Лудза составляет около 30 км.
По данным на 2017 год, в населённом пункте проживало 202 человека. Есть волостная администрация, фельдшерско-акушерский пункт, культурный центр, библиотека, центр опеки сирот (в бывшем поместье), почтовое отделение, православная и католическая церкви,также функционирует магазин.

## История
В XIX веке село носило название Лявдор и входило в состав Люцинского уезда Витебской губернии. В селе располагалось поместье.
В советское время населённый пункт был центром Лаудерского сельсовета Лудзенского района. В селе располагалась центральная усадьба совхоза «Лаудери».